# Pidgin (софтвер)
Pidgin (транскр. са ен. Пиџин), раније Gaim (транскр. са ен. Гаим), софтвер је за слање кратких порука заснован на библиотеци ГТК2. Подржава више протокола кроз модуле, укључујући Еј-ај-ем, Ај-си-сју, Јаху, Ем-ес-сн, Џабер, Ај-ер-си, Напстер, Гаду-гаду и Зерфир. Има доста уобичајених особина нађених у другим клијентима, као и неке самосвојне особине. Због сличности имена са Еј-о-еловим системом Еј-ај-ем, Гаим је преименован у Пиџин.